# Roccapipirozzi
Roccapipirozzi is een plaats (frazione) in de Italiaanse gemeente Sesto Campano.